# Santiago Pinotepa Nacional
Santiago Pinotepa Nacional es una ciudad mexicana, cabecera del municipio homónimo, ubicada en el estado de Oaxaca.
El nombre de Pinotepa se deriva de los vocablos Pinolli = Casa desmoronada, polvo y Tepetl = Cerro; pan = hacia, por lo que literalmente significa "Hacia el cerro desmoronado". Cabe mencionar que en la lengua Se'en savi, recibe el nombre de Ñuu Oko = pueblo veinte, debido a que, según los pueblos mixtecos, fueron 20 familias provenientes de la región mixteca de Tlaxiaco las que llegaron a poblar la costa.[cita requerida]

## Historia
Estos territorios constituyeron el antiguo Reino de Casandóo y la Mixteca baja. Santiago es un centro agropecuario de importancia regional, con un clima cálido subhúmedo y escasa oscilación térmica anual. Son famosos sus trajes típicos regionales y la fabricación de machetes de gran calidad. Su Iglesia dedicada a Santiago es del siglo XVIII. Se tienen datos relativos a que desde el siglo XIII la región estuvo poblada por grupos de mixtecos.
Con posterioridad a la conquista llegaron al lugar frailes dominicos, que fundaron la localidad denominándola Pinotepa Real, pero tras el triunfo de los partidarios de la Independencia de México se le cambió el nombre a Pinotepa del Estado, posteriormente en 1866, convirtiéndose en Pinotepa Nacional. Cuna del Ing. Norberto Aguirre Palancares.
"Pinotepa Nacional fue una de las ciudades más pobladas de América: tenía  si cien mil habitantes." (Pinotepa Nacional. Gutierre Tibón. p. 16 Editorial posada. 2a. Edición marzo de 1981.)
"La región de Pinotepa la Grande se había convertido, en los siglos anteriores a la llegada de Cortés, en una casa de moneda vegetal. Su producción de cacao era tan grande que en 1580 , pese a la enorme mortandad sufrida, pagaba a la corona de España un tributo de diecisiete mil cacaos cada cuatro meses indígenas, es decir: cada ochenta días." (Pinotepa Nacional. Gutierre Tibón. p. 17 Editorial posada. 2a. Edición marzo

## Geografía

### Localización
Santiago Pinotepa Nacional se localiza en la región costa del estado de Oaxaca, en las coordenadas 98° 03’ longitud oeste, 16° 20’ latitud norte y a una altura de 210 msnm. Su distancia aproximada a la capital del estado es de 397 km.

### Clima
El clima de Santiago Pinotepa Nacional es cálido subhúmedo. Los vientos dominantes son de sureste a  noroeste, la temperatura media anual es de 27.2 °C y una precipitación pluvial de 1585 milímetros.[cita requerida]
| Parámetros climáticos promedio de       | Parámetros climáticos promedio de | Parámetros climáticos promedio de | Parámetros climáticos promedio de | Parámetros climáticos promedio de | Parámetros climáticos promedio de | Parámetros climáticos promedio de | Parámetros climáticos promedio de | Parámetros climáticos promedio de | Parámetros climáticos promedio de | Parámetros climáticos promedio de | Parámetros climáticos promedio de | Parámetros climáticos promedio de | Parámetros climáticos promedio de |
| Mes                                     | Ene.                              | Feb.                              | Mar.                              | Abr.                              | May.                              | Jun.                              | Jul.                              | Ago.                              | Sep.                              | Oct.                              | Nov.                              | Dic.                              | Anual                             |
| --------------------------------------- | --------------------------------- | --------------------------------- | --------------------------------- | --------------------------------- | --------------------------------- | --------------------------------- | --------------------------------- | --------------------------------- | --------------------------------- | --------------------------------- | --------------------------------- | --------------------------------- | --------------------------------- |
| Temp. máx. abs. (°C)                    | 38.5                              | 43.5                              | 45.5                              | 45.5                              | 47.5                              | 46.0                              | 42.5                              | 43.5                              | 40.5                              | 39.5                              | 39.5                              | 38.5                              | 47.5                              |
| Temp. máx. media (°C)                   | 34.3                              | 35.2                              | 36.2                              | 37.6                              | 37.9                              | 36.0                              | 35.6                              | 35.7                              | 34.6                              | 34.1                              | 33.9                              | 33.5                              | 35.4                              |
| Temp. media (°C)                        | 25.7                              | 26.1                              | 27.1                              | 28.4                              | 29.2                              | 28.0                              | 28.0                              | 27.9                              | 27.4                              | 27.0                              | 26.5                              | 25.0                              | 27.2                              |
| Temp. mín. media (°C)                   | 17.1                              | 16.9                              | 18.0                              | 19.2                              | 20.5                              | 20.1                              | 20.3                              | 20.1                              | 20.1                              | 19.9                              | 19.1                              | 16.5                              | 19.0                              |
| Temp. mín. abs. (°C)                    | 9.0                               | 9.0                               | 10.0                              | 13.0                              | 0.0                               | 10.0                              | 12.5                              | 12.0                              | 14.0                              | 14.0                              | 12.0                              | 11.0                              | 0.0                               |
| Precipitación total (mm)                | 6.9                               | 1.5                               | 2.3                               | 2.4                               | 70.6                              | 253.1                             | 215.8                             | 343.8                             | 405.4                             | 147.8                             | 16.6                              | 8.2                               | 1474.4                            |
| Días de precipitaciones (≥ 1 mm)        | 0.2                               | 0.3                               | 0.1                               | 0.1                               | 2.4                               | 11.0                              | 11.8                              | 12.3                              | 14.4                              | 7.8                               | 1.4                               | 0.3                               | 62.1                              |
| Fuente: Servicio Meteorológico Nacional |                                   |                                   |                                   |                                   |                                   |                                   |                                   |                                   |                                   |                                   |                                   |                                   |                                   |

## Educación
En esta ciudad se encuentra el Instituto Tecnológico de Pinotepa (ITP), máxima casa de estudios que cuenta con 5 ingenierías, ingeniería  en agronomía, ingeniería  en sistemas computacionales, ingeniería en administración, ingeniería en gestión empresarial e ingeniería industrial además de la carrera de contador público. También cuenta con la Universidad de la Costa, en la cual actualmente se imparten las Licenciaturas en Enfermería, Ingeniería en Agroindustrias, Licenciatura en medicina veterinaria, Licenciatura en ciencias empresariales  e Ingeniería en Diseño. La Universidad de la Costa es una universidad pública perteneciente al Sistema de Universidades Estatales de Oaxaca (SUNEO).

## Población
Según el censo de 2020, realizado por el Instituto Nacional de Estadística y Geografía, la población total de Pinotepa nacional es de 33,726   habitantes, tan solo en la población  y contando todo el municipio da un total 55,840 personas colocando a esta ciudad en la número diez de las ciudades más pobladas de Oaxaca, y la ciudad más poblada de la costa; así mismo Ubicandolo asi en el centro comercial mas importante de la costa oaxaqueña. 
Denominación
Cuenta con las siguientes agencias municipales: Collantes, el Ciruelo, Mancuernas, El Carrizo y Santa María Jicaltepec. Cuenta con las siguientes agencias de policía: Acuautepec o Agua de la Caña, Cerro de la Esperanza, Corralero, Cruz del Itacúan, el Alacrán, el Añil, El Jícaro, El Tamal, Guadalupe Victoria, Lagunillas, La Noria y Minindaca, la Palma del Coyul, la Raya, Lo de Candela, Lo de Mejía, Lo de Riaño, Loma Larga, los Hornos Grandes, los Pocitos, Minitán, Pie del Cerro, Piedra Blanca, Rancho de la Virgen, Rancho del Santo, Tres Posos. Cuenta con los siguientes núcleos rurales: colonia Ruiz Cortínez y Playa Banco de Oro.
Nombramiento: El nombramiento de estas autoridades es por usos y costumbres.
Regionalización Política: El municipio pertenece al distrito de Jamiltepec judicialmente y a los distritos electorales: federal número 11 y local número 8.
Reglamentación municipal: El municipio cuenta con: Ordenanzas Municipales, Bando de Policía y Buen Gobierno, Ley Orgánica Municipal del Estado de Oaxaca.

## Escudo de Armas de Pinotepa Nacional
El escudo fue diseñado por el profesor Elías Gracida Sarmiento, originario de San Pedro Amuzgos, Putla, Oaxaca, quien radicó desde 1944 en Pinotepa Nacional, año en el que comenzó sus investigaciones, concluyendo las mismas en el 2000, fecha en la que presentó el diseño del escudo al H. Ayuntamiento del Municipio, presidido por Álvaro Luis Baños Díaz.
Las imágenes del escudo están basadas en la versión del historiador italiano Gutierre Tibón. Se trata de un escudo cuartelado.
En la primera división, en campo de sable, un rostro tlapaneco pintado de cinabrio (color vino).
En la segunda división, en campo de plata, un tecpan o sea un palacio, que significa el señorío de Pinotepa.
En la tercera división, el águila con la serpiente (nacionalismo) y en la cuarta, un mar azul ondeado, rodeado de palmeras, símbolo del paraíso y de la economía pinotepense.

## Gastronomía de Pinotepa Nacional

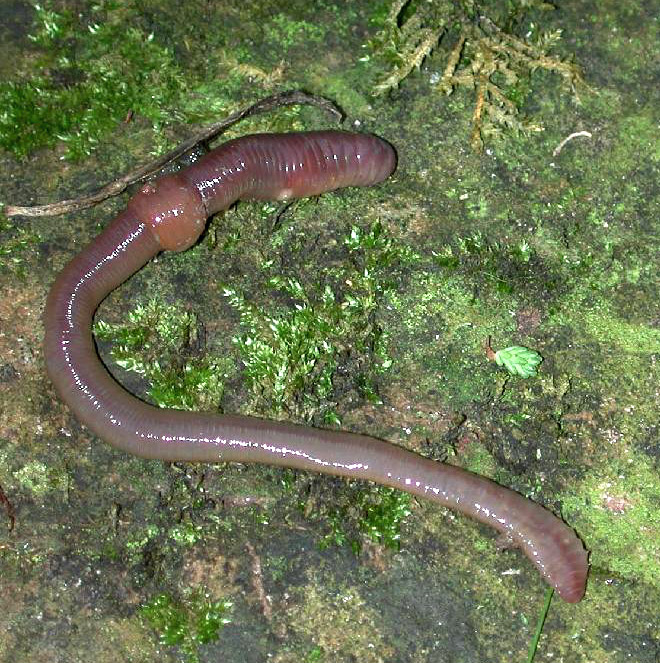

Un platillo muy conocido de esta comunidad es el mole de hormigas chicatanas. También preparan una buena variedad de tamales, entre los que destacan los de tichinda, de camarón, de pescado, de iguana, de costilla y de chepiles. Otro platillo es el llamado sobrecrudo y, desde luego, las enchiladas rellenas de picadillo de pollo con almendras en mole negro, el bazo de res al horno, asi como el caldo de pata con panza.
En la ciudad de Pinotepa Nacional hay un centro comercial que alberga a cadenas nacionales y transnacionales, como Coppel, Elektra, Telcel, Hang Teng, Bodega Aurrera, Domino's Pizza, Veana, Aroma y Cinépolis. Siendo el centro comercial más importante de la costa oaxaqueña.
Recientemente se lanzó la emisora por internet Digital Stereo, con música para todas las edades de la Costa Chica, operada por InfoMED News Press, en la Ciudad de México Desde principios del 2025 comenzó a operar la emisora Vida Fm 88.1, estación de radio que proporciona contenido local a los radioescuchas. Por lo que se sabe es que esta estación la administra la parroquia de Pinotepa Nacional, donde puedes encontrar buena información y datos sobre diversos temas de interés, gasta el momento se encuentra entre las mejores emisoras con buen contenido en toda la región.

Asimismo cuenta con una cadena de minisuper de la Distribuidora Vigil Toscano, las cuales se llaman "Vig´s" y "Dulce Magico" estas hacen presencia gran parte de la localidad.